# 神召会在中国
神召会在20世纪上半叶曾经向中国展开大规模的传教活动。

1914年，神召会在美国阿肯色州成立总议，派韩森（H.E.Hansen）来华，驻北京。同年，派传教士驻山西太原。1916年，海道尔夫妇在高邑县成立神召会。
1934年，神召会在中国开辟了6个教区：
1. 青海教区：会长驻湟源。会堂有湟源
2. 甘肃教区：会长驻岷县。会堂有夏河、岷县
3. 华北教区：会长驻北平。会堂有高邑、北平、天津、张北、太原、榆次、青岛、泰安、济宁、岚县
4. 华南教区：会长驻香港。会堂有澳门、香港、广州、白坭（1910年）、西南（1910年）、横江（1911年）、三水（1913年）、芦苞（1915年）[4]、怀集（1918年）[5]、钟山、贺州、都城、南海、开建
5. 云南教区：会长驻开远。会堂有开远、路南、维西、昆明
6. 东北教区：会长驻沈阳。会堂有沈阳等

其他有上海、宁波、蒲圻
西教士75人，华传道21人，受餐信徒6258人。